# Олюторський півострів
Олюторський півострів (рос. Олюторский полуостров) — півострів у північно-східній Азії на території Олюторського району, Камчатський край, Росія. Вдається на 70 км у Берингове море.
Найменовано по іменуванню корінних жителів — коряків-алюторців.
Розташований на схід від півострова Говена. Найпівденніша точка півострова — мис Олюторський. Також є миси Німінвіткін (Ірина), Анана, Північний, Лагуна, (на захід від Олюторського мису) і Ступінчатий, Вулканічний, Тюленячий, Іела, Низький, Плоский (на схід від мису Олюторський). Річки: Укіїн, Апука, Анічкланваям, Ягольваям, Кавача. Півострів відокремлює Берингове море і Олюторську затоку. У материковій частині великі озера: Ваймінтавин, Ватитгитзин, Лагунові.
Рельєф півострова переважно гірський із широкими й глибокими льодовиковими долинами, що закінчуються лагунами або затоками-фіордами: Кавача, Анана, Яван, Червона, Північна і бухта Експедиції. Найвища точка — гора Сіра (917 м), також варто відзначити: Многоглава (858 м), Крута (819 м), Бараняча (733 м) тощо. У південній частині півострова розташований Іррінейський хребет висотою до 917 м (гора Північна). У центральній частині знаходиться хребет Кавача. Північна частина півострова зайнята Олюторським хребтом, що прямує за межі півострова.
Глибини моря біля узбережжя досягають 2 тис. м. На східному узбережжі біля лагуни Північної розташовані острівці Бурунні.
Рослинність тундрова; місцями є зарості кедрового і вільхового сланця, верби, берези.